# Лупште
Лупште или Љупште (мкд. Лупште) је насеље у Северној Македонији, у средишњем делу државе. Лупште припада општини Македонски Брод.

## Географија
Насеље Лупште је смештено у средишњем делу Северне Македоније. Од седишта општине, градића Македонски Брод, насеље је удаљено 45 km северно.
Рељеф: Лупште се налази у области Порече, која обухвата средишњи део слика реке Треске. Дато подручје је изразито планинско. Насеље је положено високо, на југоисточним висијама Суве Горе. Надморска висина насеља је приближно 980 метара.
Клима у насељу је планинска због знатне надморске висине.

## Историја
Почетком 20. века, као и Порече, становништво Љупшта је било наклоњено српској народној замисли, па се месно становништво у изјашњавало Србима.

## Становништво
По попису становништва из 2002. године Лупште је имало 67 становника.
Претежно становништво у насељу су етнички Македонци (100% према последњем попису).
Већинска вероисповест у насељу је православље.

## Збирка слика
- Љупште, Црква Светог Петра и Павла
- Љупште, старе куће
- знак за скретање ка селу Љупшту

## Познате личности
- Зафир Премчевић, српски четнички војвода из времена Борбе за Македонију, пред Балканске ратове;